# Exel plc
A Exel plc foi uma empresa Britânica, que opera com serviços de transporte e logística, destinados a «clientes chave». Em 1865, Alfred e Philip Holt, fundaram, a Ocean Steam Ship Company. No ano 2000, a Ocean juntou-se a NFC (National Freight Corporation), empresa inicialmente formada pelo governo Britânico em 1968. Governo que acabou por posteriormente vender a companhia aos seus empregados. Desta união nasce a Exel plc.
Em Dezembro de 2005 foi adquirida pelo grupo alemão Deutsche Post Wolrd Net, por 5.5 biliões de Euros, quando contava no seu quadro com cerca de 111 000 trabalhadores, espalhados por 135 países (A nossa, 2008). A Exel foi integrada na marca DHL, mais concretamente na «DHL Exel Supply Chain».